# Equipamiento eléctrico

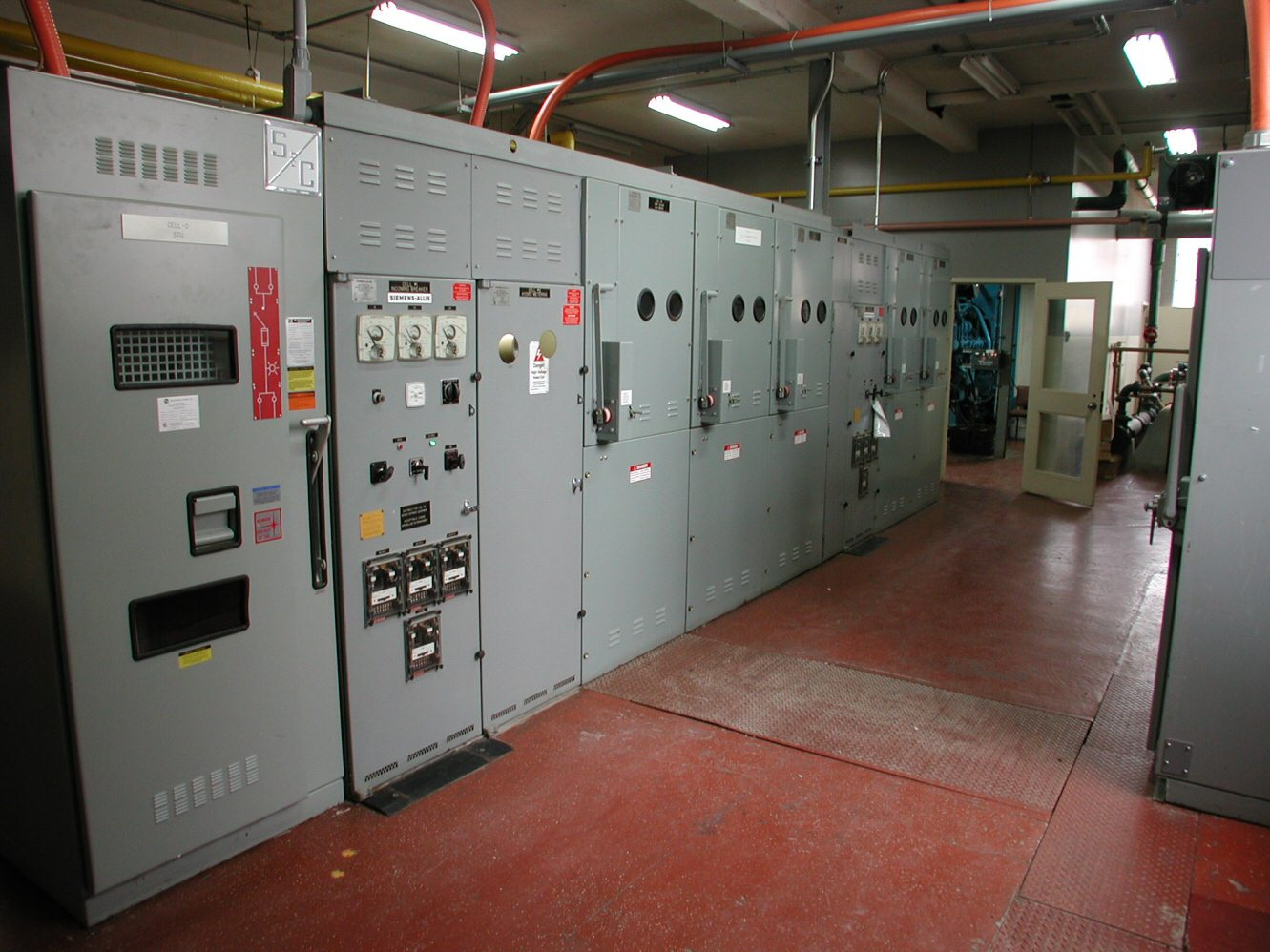
Parte de equipamiento eléctrico del sistema de distribución en un edificio grande

El equipamiento eléctrico incluye cualquier máquina alimentada por electricidad. Normalmente consta de un recinto, una variedad de componentes eléctricos, y a menudo un interruptor eléctrico. Ejemplos de estos incluyen:
- Luces
- Electrodoméstico importante
- Electrodomésticos pequeños
- Equipamiento TI (ordenadores, impresoras etc.)
- Motores, bombas y sistemas HVAC

Más específicamente, el equipamiento eléctrico se refiere a los componentes individuales de un sistema de distribución eléctrico. Estos componentes pueden implicar:
- Centralitas eléctricas
- Tableros de distribución
- Rompientes de circuito y desconectores o seccionadores
- Transformadores
- Contadores de electricidad

## Otras lecturas
- Grondzik, Walter T. (2010). Mechanical and electrical equipment for buildings (11 edición). ISBN 9780470195659.
- Equipamiento eléctrico: mariaelectricals

- Datos: Q3749263
- Multimedia: Electrical devices / Q3749263